# 阮福溱
綱郡公阮福溱（越南语：／；1651年—1685年），又名阮福玄（越南语：／），廣南阮主第四代領袖阮福瀕的第三子。
阮福溱生母為慈僊孝哲皇后宋氏堆，任掌奇。正和六年（1685年）逝世，虛齡三十五，累贈純信功臣、左軍都督府掌府事、少保綱郡公，有一子阮福沱。
阮朝時期，維新帝的輔政大臣和保大帝的輔政親臣尊室訢與保大帝的內閣官員尊室檀都是阮福溱的後裔。